# توماس شينك
توماس شينك (بالإنجليزية: Thomas Eugene Shenk)‏ هو بروفيسور في علوم الحياة في قسم البيولوجيا الجزيئية في جامعة برنستون. على الرغم من أن منشوراته قد ساهمت في مجالات الكيمياء الحيوية، وبيولوجيا الخلية، وعلم الوراثة، وعلم الجينوم، وعلم الأحياء المجهرية وعلم الفيروسات، إلا أن اهتمامه البحثي الحالي منصب على الفيروس المضخم للخلايا . بالإضافة إلى المشاركة الأكاديمية، يشغل الدكتور شينك حاليًا منصبًا في مجلس إدارة شركة الأدوية ميرك آند كو ومركز فوكس تشيس للسرطان.

## روابط خارجية
- البحث الحالي في جامعة برينستون
- ملفه في الكلية في جامعة برينستون